# جايمي ليرنر
جايمي ليرنر (17 ديسمبر 1937 - 27 مايو 2021) سياسي برازيلي. كان حاكم ولاية بارانا في جنوب البرازيل. اشتهر كمهندس معماري ومخطط حضري، حيث شغل منصب عمدة كوريتيبا عاصمة بارانا ثلاث مرات (1971–75، 1979–84، 1989–92). في عام 1994 تم انتخاب ليرنر حاكمًا لبارانا، وأعيد انتخابه في عام 1998.
كمخطط ومهندس حضري اشتهر في البرازيل حيث ساعد في تصميم معظم ممرات المدينة والطرق ووسائل النقل العام في كوريتيبا. في عام 1965 ساعد في إنشاء معهد كوريتيبا للبحوث والتخطيط الحضري وصمم خطة كوريتيبا الرئيسية.